# Sawino (Bułgaria)
Sawino (bułg. Савино) – wieś w południowo-wschodniej Bułgarii, w obwodzie Jamboł, w gminie Tundża. Według danych Narodowego Instytutu Statystycznego, 31 grudnia 2011 roku wieś liczyła 172 mieszkańców.

## Historia
Do 1934 roku miejscowość nazywała się Gjubeł Kurfanli lub Gjubeł Kurofanli.

## Kultura
- dom kultury Nikołaja Jowkowa Wancarowa
- pomnik zaginionych w wojnach

## Imprezy cykliczne
- Święty sobór 2 maja